# Segun Toriola
 (août 2023).
Si vous disposez d'ouvrages ou d'articles de référence ou si vous connaissez des sites web de qualité traitant du thème abordé ici, merci de compléter l'article en donnant les références utiles à sa vérifiabilité et en les liant à la section « Notes et références ».
Segun Moses Toriola, né à Ilorin (Kwara au Nigeria)  le 18 septembre 1974, est un pongiste professionnel nigérian. Il a évolué pendant 15 ans à Argentan. Aujourd’hui il s’entraîne à Ouistreham APO ( Nationale 3) mais aussi au Caen TTC (Pro A).
Il est le benjamin d'une fratrie de neuf garçons.

## Carrière
Segun Toriola est classé meilleur joueur nigérian depuis 1995. Il fait partie du top des pongistes en Afrique depuis le milieu des années 1990. Il fut classé numéro 1 en Afrique de 1998 à 2008, année où l'Égyptien Eli Saleh Ahmed prit sa place. Cependant en 2009, Toriola repris la tête du classement.
Son style inhabituel de coup droit a fait sa renommée et gêne de nombreux adversaires. Sa faculté de déplacement et sa maniabilité du topspin et sidespin (effets principaux au tennis de table) renforce un jeu de jambes plus faible, ce qui lui a déjà permis de tenir tête face à des joueurs du top mondial.
Durant sa carrière, il remporta de nombreuses médailles dans des tournois internationaux en simple et en double.
Depuis le 1er juillet 2024, Segun a rejoint Nantes TT où il est maintenant coach et joueur de l'équipe 1 en N1 ainsi qu’en loisirs.

## Palmarès (extrait)
- : 4 médailles d'or aux Championnats d'Afrique de tennis de table en simple (1998, 2002, 2004 et 2006)
- : 2 médailles d'or aux Championnats d'Afrique de tennis de table en double (1992 et 1994)
- : 1 médailles d'or aux Championnats d'Afrique de tennis de table en double mixte (2002)
- : 1 médaille d'or aux Jeux du Commonwealth en simple à Manchester (Royaume-Uni) (2002)
- : 1 médaille d'or aux Jeux du Commonwealth en double à Melbourne (Australie) (2002)
- : 1 médaille de bronze en simple à Melbourne (Australie) (2002)
- : 4 médailles d'or aux Jeux africains en simple (1995, 1999, 2003, 2007)
- : 4 médailles d'or aux Jeux africains en double (1995, 1999, 2003, 2007)
- : 1 médaille d'or aux Jeux africains en mixte avec Bose Kaffo (1999)
- : 1 médaille d'argent aux Jeux africains en mixte avec Bose Kaffo (2003)
- : 3 médailles d'or aux Jeux Africains par équipe (1995, 1999, 2003)

Le palmarès complet est à consulter sur le site de la Fédération internationale de tennis de table - (ITTF)

## Jeux olympiques
Segun Toriola a représenté le Nigeria à sept reprises aux Jeux olympiques d'été, la première fois fut à Barcelone. Il remporta son meilleur résultat aux Jeux olympiques à Pékin en 2008, lorsqu'il atteignit les 1/8 de finale, battant les anciens numéros 1 mondiaux Jean-Michel Saive ainsi que David Zhuang. Son match en 1/16e  de finale face à Jean-Michel Saive fut considéré comme un des moments phare du tournoi messieurs en simple. Il perdit finalement 4-3 face au favori Oh Sang-Eun en 1/8e de finale.
Sa participation aux Jeux olympiques d'été de 2008 à Pékin fit de Segun Toriola le premier homme nigérian à participer à cinq olympiades. Cet exploit avait été réalisé quatre années plus tôt par la sprinteuse nigériane Mary Onyali-Omagbemi, ainsi que par sa partenaire du mixte Bose Kaffo en 2008. À la fin des Jeux olympiques d'été de 2008, seuls treize pongistes au monde avaient participé à au moins cinq olympiades.
En 2016, lors de sa participation aux Jeux olympiques de Londres, Segun Toriola devint le seul athlète africain à avoir participé à sept olympiades. Il brigue désormais une huitième participation qui en ferait un cas unique dans l'histoire du tennis de table.